# Vincenzo Selvaggi (politico)
Vincenzo Selvaggi (San Massimo, 13 luglio 1913 – Latina, 10 marzo 1957) è stato un giornalista e politico italiano, deputato all'Assemblea Costituente e nella II legislatura della Repubblica.

## Biografia
Laureato in scienze politiche negli Stati Uniti, fondò nel 1944 il Partito Democratico Italiano, di tendenza filo monarchica.
Fu eletto nel giugno 1946 deputato nell'Assemblea Costituente (Italia) per il Blocco Nazionale della Libertà. Nel giugno dello stesso anno presentò alla Corte di Cassazione il ricorso per invalidare il referendum con cui gli italiani avevano scelto la Repubblica.
Nel 1953 tornò in parlamento nella II legislatura alla Camera con il Partito Nazionale Monarchico, dopo passò nelle file del Partito Monarchico Popolare.
Morì prematuramente a seguito di un incidente stradale nel 1957, quando era deputato: subentrò nella sua carica Luigi Zuppante.
Il suo nome è emerso di recente come possibile delatore del capo del Fronte militare clandestino di resistenza (Fmcr), il colonnello Giuseppe Cordero Lanza di Montezemolo, poi morto nell'eccidio delle Fosse ardeatine. Selvaggi, che collaborava con il Fmcr, era stato arrestato dalle SS nel gennaio del 1944 e, nella versione ufficiale, dopo lungo interrogatorio rilasciato per errore di persona. L'ipotesi emersa dalle carte dell'avvocato di Kappler, e accreditata da Sabrina Sgueglia della Marra che ha potuto visionare il carteggio tra il legale e il gerarca nazista, è che Selvaggi sia stato liberato dai nazisti dopo che aveva parlato rivelando dove, come e quando le SS avrebbero potuto catturare Montezemolo. In cambio del silenzio sulla vicenda, Kappler avrebbe quindi utilizzato la carica di parlamentare di Selvaggi per cercare di assicurarsi l'applicazione al proprio caso dell'amnistia allora oggetto di discussione in Parlamento.
Sposato con Elisa Manti, ebbe due figli: Carlo (1941-2002) e Roberto (1949-2001).